# Hans Lippershey
Hans Lippershey (Wesel, Alemania; 1570-Middelburg, Holanda; septiembre de 1619), también conocido como Johann Lippershey, fue un fabricante neerlandés de lentes e inventor. Es reconocido como el creador de los diseños para el primer telescopio práctico. También es muy posible que haya inventado el microscopio mucho antes que Zacharias Janssen.

## Biografía de Hans Lippershey
Nació en Wesel, al oeste de Alemania, en el 1570. Se estableció en Midelburgo, capital de la Provincia de Zelanda, actualmente en los Países Bajos, en 1602. Durante ese tiempo se convirtió en un maestro de la óptica y estableció una tienda. Permaneció en Midelburgo hasta su muerte, en septiembre de 1619. 
En 1608, Lippershey, es el primero en solicitar una patente por su diseño y hacerlo disponible para su empleo. 
No le otorgaron la patente, pero fue recompensado largamente por el gobierno holandés por las copias de su diseño. Una descripción del instrumento de Lippershey rápidamente llegó a manos de Galileo Galilei, que creó el telescopio, basado en su diseño en 1609, con el cual hizo las observaciones encontradas en su Sidereus Nuncius de 1610.
Hay una leyenda que cuenta que los hijos de Lippershey en realidad descubrieron el telescopio jugando con lentillas dañadas en el taller de su padre, pero esto puede ser apócrifo. El hijo de Zacharias Janssen de Middelburg posteriormente declaró que Lippershey había robado la idea de su padre. Asimismo, Jacob Metius también llegó a asegurar que el invento había sido originalmente su idea.
En el año de 1608 Lippershey se presenta ante las autoridades de los Países Bajos con su invento, el cual contaba con una lente fija y otra móvil. Con este instrumento se podían observar objetos lejanos, consiguiendo la apariencia de cercanía e identificando sus detalles. Tras unas modificaciones, el gobierno compra el nuevo artículo. Sin embargo, no se le concede la patente con el argumento de que muchas personas ya conocen la invención. No obstante, se reconoce que Lippershey fue uno de los primeros en llevar a la práctica un principio descrito teóricamente por numerosos científicos anteriores, entre quienes se destaca el clérigo inglés Roger Bacon. El cráter de Lippershey en la luna fue nombrado en el honor de Lippershey.

## Eponimia
- El cráter lunar Lippershey lleva este nombre en su memoria.[3]
- El asteroide (31338) Lipperhey también conmemora su nombre.